# Joseph ben Johanan
Joseph ben Johanan est un rabbin français du XIVe siècle. 
Né à Trêves, il est aussi surnommé ha-Gadol ("le Grand") du fait de son érudition. Il émigre en France en 1306 et en 1343 il est rabbin de Marseille, où il joue un rôle important sur la question de la loi du mariage. 
Sa femme est également très instruite et connait si bien le Talmud qu'une de ses décisions est approuvée par Simon ben Ẓemaḥ Duran. Veuve en 1363, elle vit à Paris avec son fils Mattithiah, un rabbin comme son père. Elle est excusée de ne pas porter la rouelle juive. 